# Fritz Sdunek

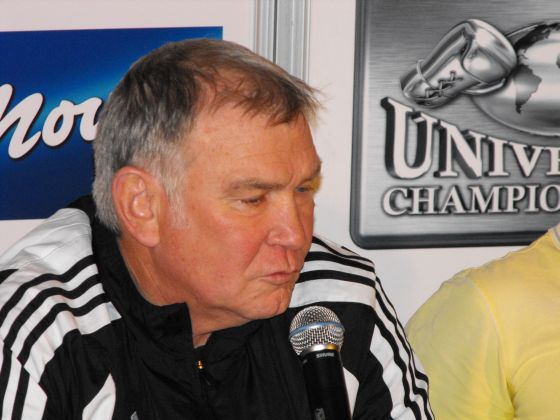
Fritz Sdunek bei einer Pressekonferenz, 2009

Fritz Sdunek (* 18. April 1947 in Lüssow; † 22. Dezember 2014 in Hamburg) war ein deutscher Amateurboxer, Boxtrainer und inoffizieller Mitarbeiter (IM) für das Ministerium für Staatssicherheit (MfS) der DDR.

## Amateur
Sdunek begann 1963 mit dem Boxen bei der BSG Lokomotive Greifswald, 1969 wechselte er zum SC Traktor Schwerin, für den er bis zu seinem Karriereende 1972 boxte. Er gewann als Boxer 99 von 129 Kämpfen, sein größter Erfolg war der Gewinn des Studentenmeistertitels der DDR.

## Trainerkarriere
Direkt im Anschluss an seine aktive Karriere wurde er beim SC Traktor Schwerin Trainer und blieb dem Verein bis 1989 treu; er trainierte dort unter anderem Andreas Zülow, der 1988 in Seoul Olympiasieger im Leichtgewicht wurde. Sein Studium an der Deutschen Hochschule für Körperkultur beendete Sdunek 1979 mit dem Abschluss als Diplom-Sportlehrer. Überdies war er auch mehrere Jahre als Assistent des DDR-Auswahltrainers Günter Debert tätig. 1988 erhielt er in der DDR für seine Leistungen als Trainer den Orden Banner der Arbeit (Stufe I).
1990 bis 1993 war Sdunek Trainer in der Boxabteilung des TSV Bayer Leverkusen, er betreute schon dort Dariusz Michalczewski, mit dem er 1991 in Göteborg Amateureuropameister wurde. Parallel zu seiner Trainertätigkeit in Leverkusen war er von 1991 bis 1992 Trainer der niederländischen Nationalmannschaft. Unter seiner Führung gewann Arnold Vanderlyde die Silbermedaille im Schwergewicht bei den Amateurweltmeisterschaften 1991 in Sydney. 1993 bis 1994 war er außerdem Bundestrainer beim DABV.
Seit 1994 war Sdunek als Trainer bei Universum Box-Promotion angestellt, zuerst als Konditionstrainer und ab 1996 als Cheftrainer. In dieser Funktion gesellte er sich zu den erfolgreichsten deutschen Boxtrainern jener Zeit. 2009 zog sich Sdunek aus gesundheitlichen Gründen auf Anraten seiner Ärzte infolge einer Krebserkrankung und Herzproblemen von seiner Trainertätigkeit weitgehend zurück; die von ihm bis dahin betreuten Boxer wurden weitgehend von seinen Kollegen Michael Timm, Magomed Schaburow und Artur Grigorian übernommen.
2010 beendete Sdunek seine Trainertätigkeit bei Universum Box-Promotion – nach Angaben des Boxstalls wegen einer bevorstehenden Hüftoperation – endgültig. Er trainierte aber weiterhin Schwergewichtsweltmeister Vitali Klitschko und Ex-WBA-Mittelgewichtsweltmeister Felix Sturm. Seit 2013 trainierte Sdunek zudem den aufstrebenden Mittelgewichtler Jack Culcay. Im Herbst 2014 trainierte er Ruslan Chagayev.

## Tätigkeit für die DDR-Staatssicherheit
Von 1970 bis 1989 war Sdunek als Inoffizieller Mitarbeiter (IM) für das Ministerium für Staatssicherheit (MfS) tätig. Das für den SC Traktor Schwerin zuständige Referat 3 der Abteilung XX der MfS-Bezirksverwaltung Schwerin führte ihn unter dem Decknamen „Frank“ (Registriernummer: II 278/70). Die IM-Akte von „Frank“ existiert nicht mehr.
In seiner Autobiografie aus dem Jahr 2012 behauptet Sdunek, dass er von MfS-Mitarbeitern erst seit 1979 und eher offiziell sowie lediglich locker und unverbindlich, aber regelmäßig zu Sportlern und Vorgängen im Club befragt worden sei. Sduneks Tätigkeit für die Staatssicherheit erfolgte stets verdeckt. Doch war damals allgemein bekannt, dass er über ständige, gute Arbeitskontakte zur DDR-Sportpolitik verfügte. Aus den Stasi-Akten geht hervor, dass Sdunek dem MfS mehr mitteilte als nur das Nötigste. Im Fall Dirk Schäfer war er Teil eines Maßnahmeplans zur Zersetzung des Boxers und berichtete, dass sein Boxschüler „idiotisch und überspitzt denken“ würde. Es ist belegt, dass er ausführlich Stellung zur politischen Orientierung, zur sportlichen Leistung, zur Westverwandtschaft und zur Persönlichkeit seiner Schützlinge nahm.

## Privates und Tod

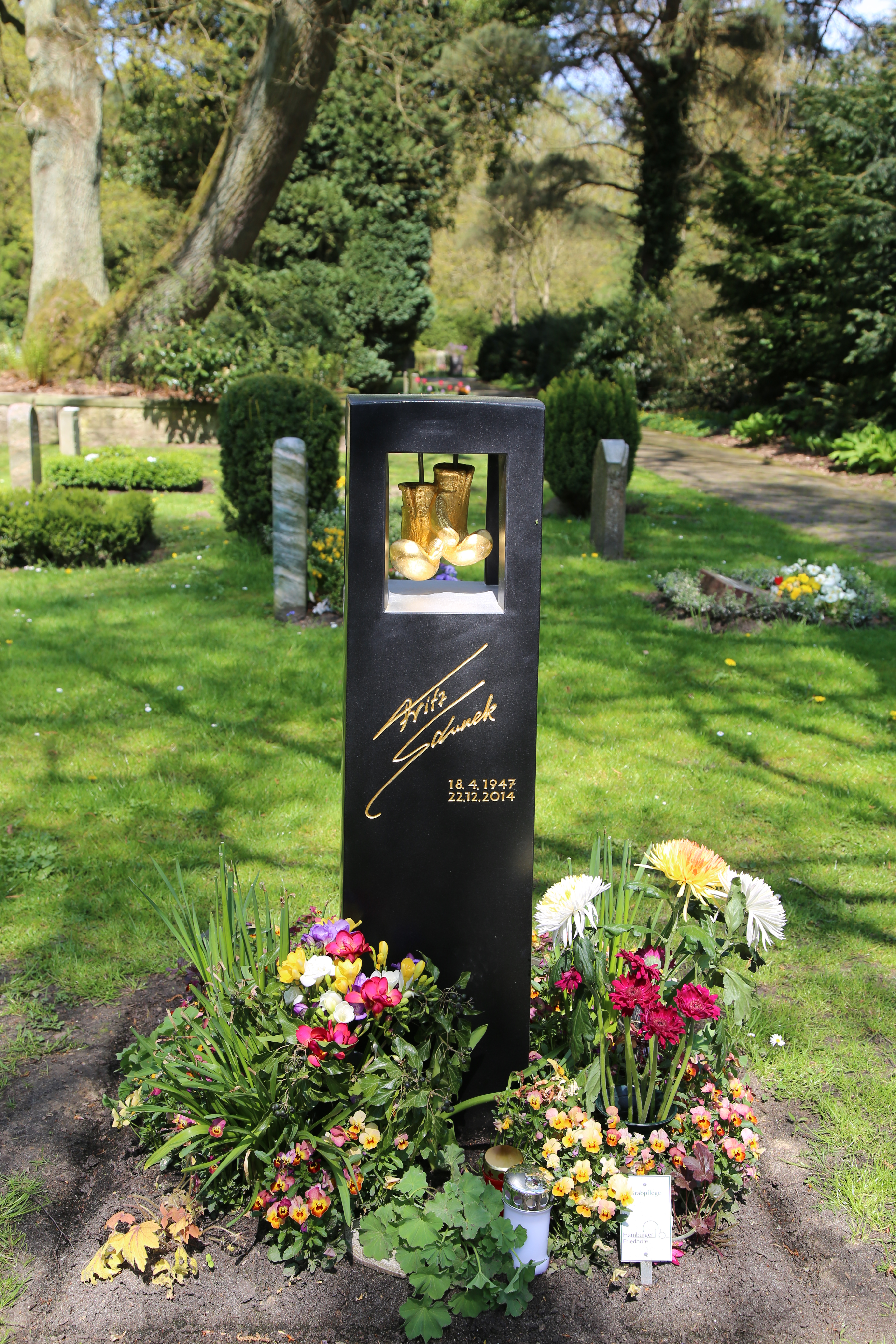
Stele von Fritz Sdunek auf dem Friedhof Ohlsdorf

Sdunek war verheiratet und Vater von drei Kindern. Im Herbst 2009 wurde Sdunek zum Ehrenbürger seiner Geburtsgemeinde Lüssow, seit 2010 zu Gützkow gehörend, ernannt. Am 22. Dezember 2014 starb er in einer Hamburger Klinik an den Folgen eines Herzinfarktes, den er am dritten Adventswochenende erlitten hatte. Nach der Operation am 15. Dezember 2014 hatte sich Sduneks Gesundheitszustand bereits so verbessert, dass er am 22. Dezember entlassen werden sollte, als erneut Kammerflimmern auftrat. Trotz zweistündiger Reanimationsversuche starb Sdunek an der Herzrhythmusstörung. Er wurde im Rahmen einer großen Trauerfeier, zu der etwa 500 Trauergäste anwesend waren, auf dem Friedhof Ohlsdorf in Hamburg beigesetzt. An seinem Grab steht eine Stele mit zwei Boxhandschuhen sowie einem Spruch. Im September 2019 fand in Zinnowitz erstmals die nach Sdunek benannte Profiboxveranstaltung „Fritz Sdunek Memorial“ statt.

## Liste von durch Sdunek trainierten Boxern
Zu den von Sdunek trainierten Boxern gehörten:
- Ola Afolabi
- Alexander Alexejew
- Firat Arslan
- Károly Balzsay
- Denis Boizow
- Manuel Charr
- Jack Culcay
- Alexander Dimitrenko
- Zsolt Erdei
- Khoren Gevor
- Juan Carlos Gómez
- Artur Grigorian
- Wladimir Klitschko
- Vitali Klitschko
- István Kovács
- Michael Löwe
- Dariusz Michalczewski
- Ralf Rocchigiani
- Sinan Şamil Sam
- Dirk Schäfer
- Felix Sturm
- Mario Veit
- Sebastian Zbik
- Andreas Zülow
- Oktay Urkal

Im Januar 2009 wurde Károly Balzsay der elfte Weltmeister, der von Sdunek trainiert wurde.

## Publikationen
- Durchgeboxt – Mein Leben am Ring, Schwarzkopf & Schwarzkopf Verlag 2012, ISBN 978-3-86265-108-5